# Pedicularis rostratospicata
La pedicolare carnicina (nome scientifico Pedicularis rostratospicata Crantz, 1769)  è una pianta parassita appartenente alla famiglia delle Orobanchaceae.

## Etimologia
Il nome generico (Pedicularis) deriva da un termine latino che significa "pidocchio" e si riferisce alla convinzione che queste piante infestino di pidocchi il bestiame al pascolo; altri giustificano l'etimologia del nome del genere all'opposto, ossia in quanto si pensa che queste piante liberino la testa dai pidocchi. L'epiteto specifico (rostratospicata) è formato da due termini: "rostrato" (= becco, rostro) e "spicata" (= spiga, con una infiorescenza allungata) e insieme fanno riferimento all'infiorescenza allungata con fiori a becco.
Il binomio scientifico di questa pianta è stato proposto per la prima volta dal medico e botanico lussemburghese naturalizzato austriaco Heinrich Johann Nepomuk von Crantz   (1722-1799)  nella pubblicazione "Stirpium Austriarum Fasciculus. Editio Altera Aucta. Wien - Ed. 2. 2(4): 317 (-320, 323)" del 1769.

## Descrizione

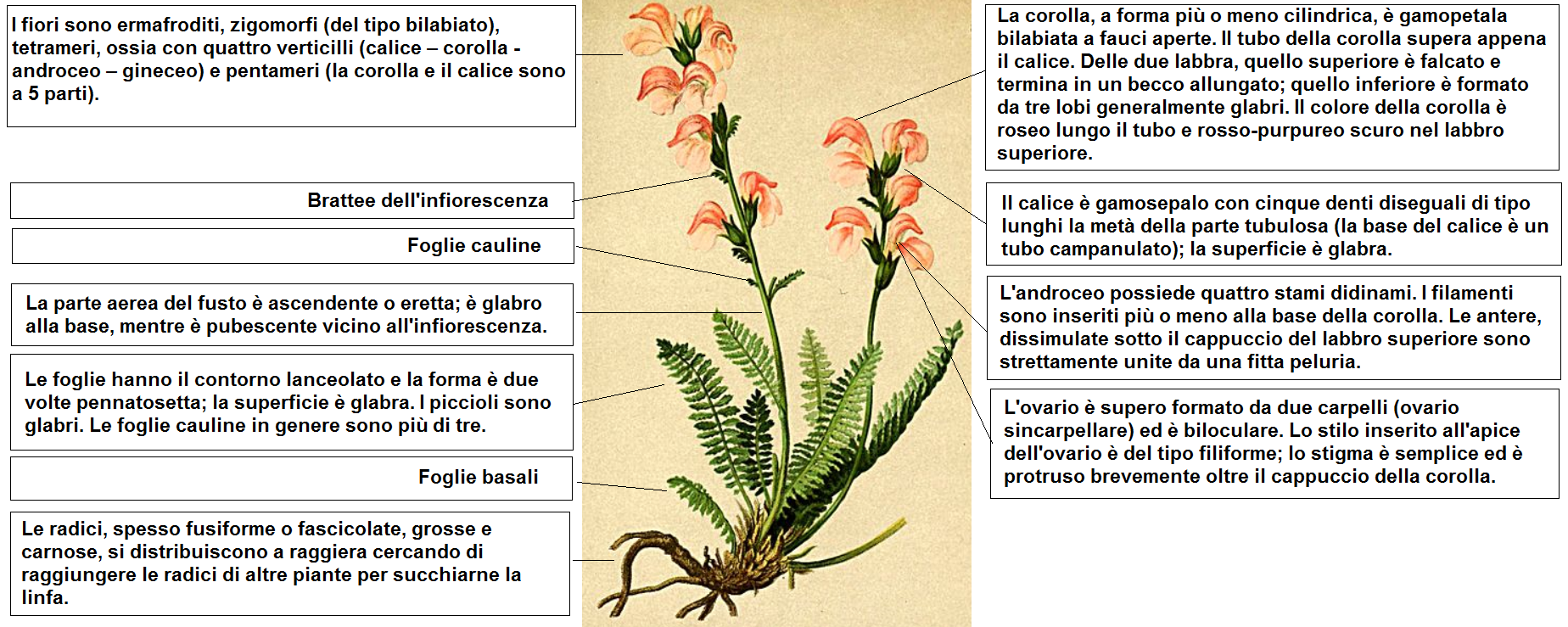
Descrizione delle parti della pianta

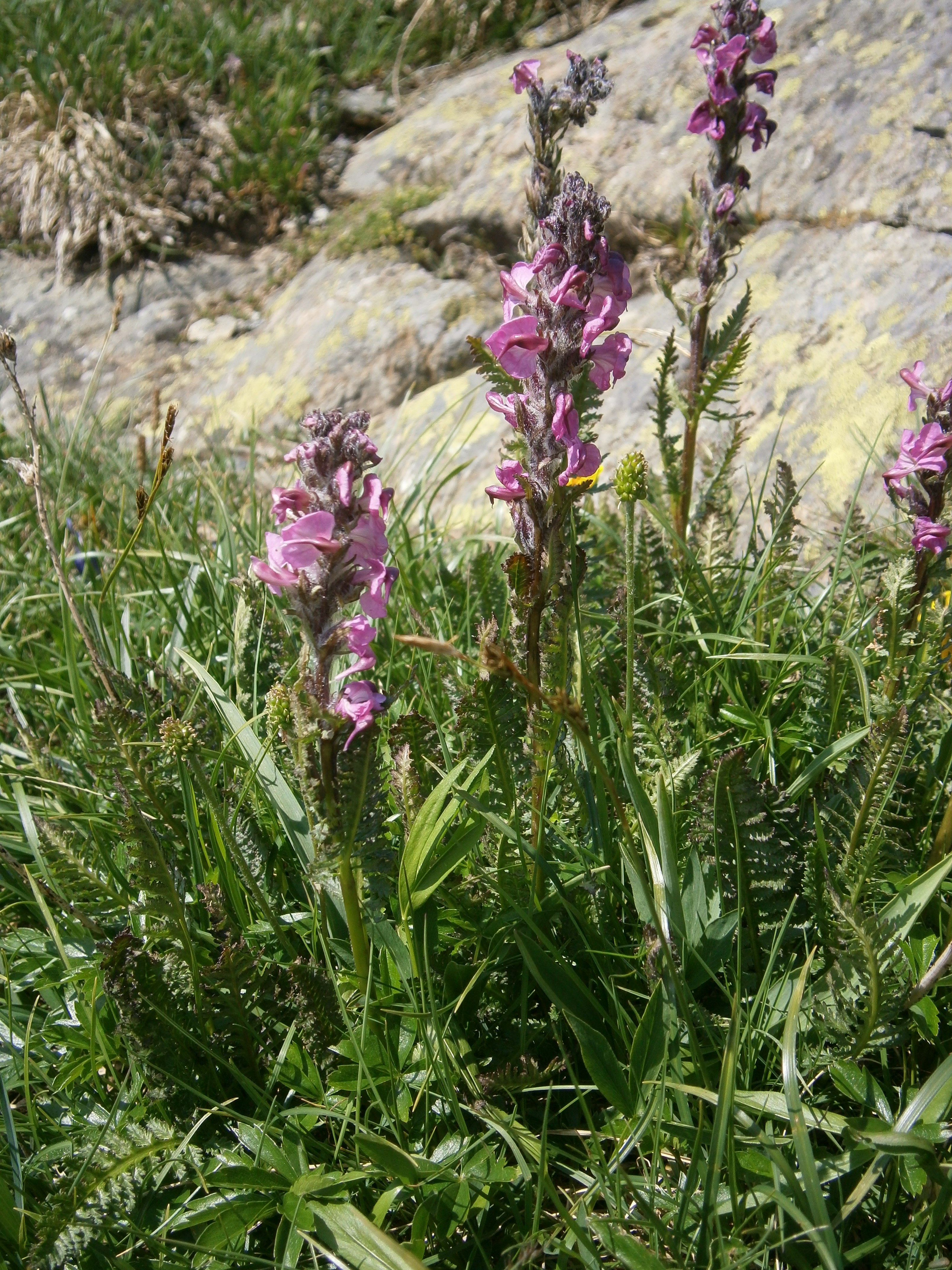
Il portamento

Queste piante sono alte da 15 a 45 cm. La forma biologica è emicriptofita scaposa (H scap), ossia in generale sono piante erbacee, a ciclo biologico perenne, con gemme svernanti al livello del suolo e protette dalla lettiera o dalla neve e sono dotate di un asse fiorale eretto e spesso privo di foglie. Inoltre sono piante parassite: le radici mostrano organi specifici per nutrirsi della linfa di altre piante.

### Radici
Le radici, spesso fusiforme o fascicolate, grosse e carnose, si distribuiscono a raggiera cercando di raggiungere le radici di altre piante per succhiarne la linfa.

### Fusto
La parte aerea del fusto è ascendente o eretta; è glabra alla base, mentre è pubescente vicino all'infiorescenza.

### Foglie
Le foglie hanno il contorno lanceolato e la forma è due volte pennatosetta; la superficie è glabra. I piccioli sono glabri. Le foglie cauline in genere sono più di tre. Dimensione delle foglie: larghezza 1 – 2 cm; lunghezza 4 – 8 cm.

### Infiorescenza

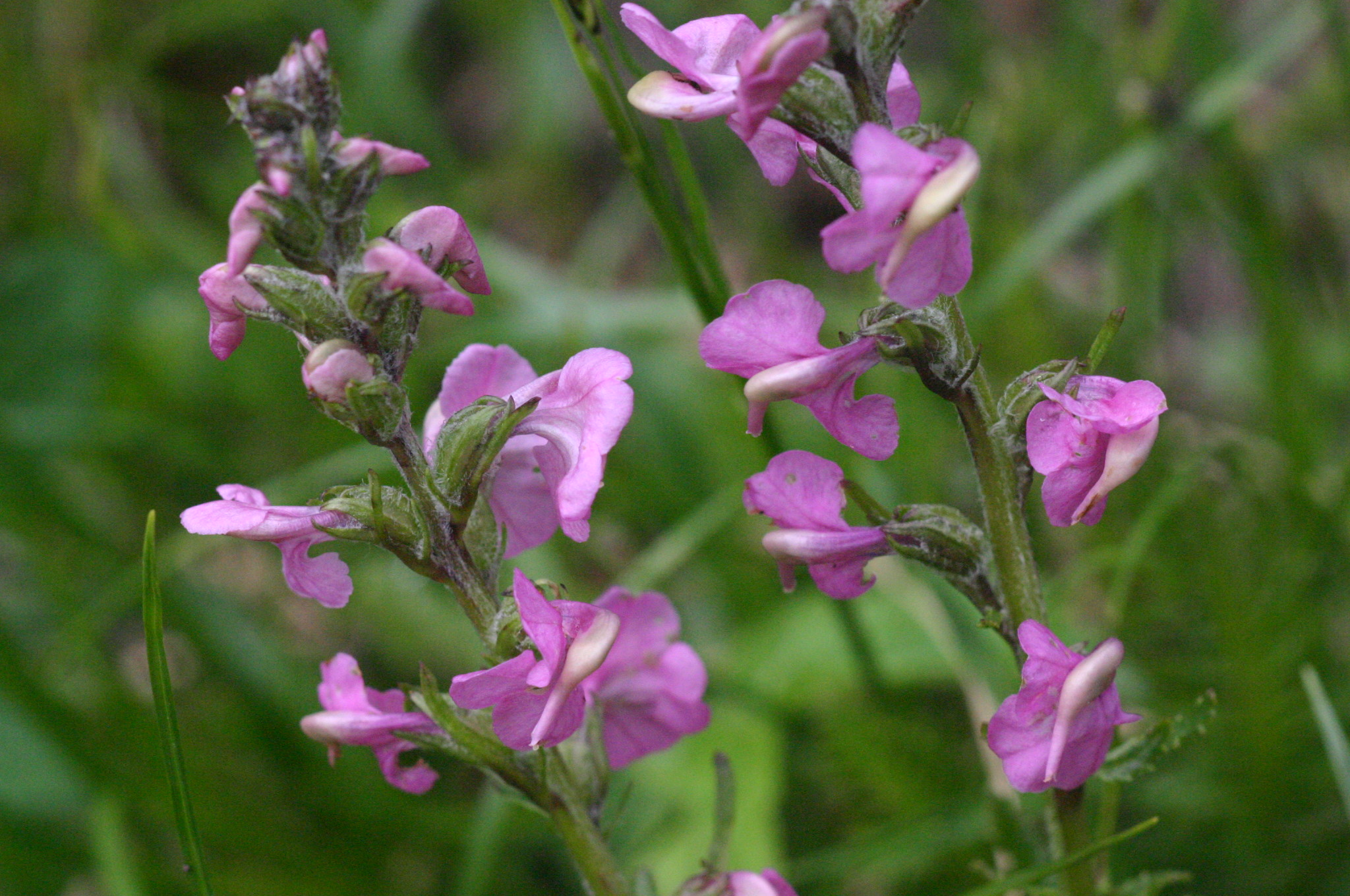
Infiorescenza

Le infiorescenze sono formate da spighe allungate capitate con fiori peduncolati o subsessili e spaziati. Le brattee dell'infiorescenza sono simili alle foglie cauline ma più brevi e villose. Lunghezza del peduncolo: 1 – 2 mm.

### Fiore

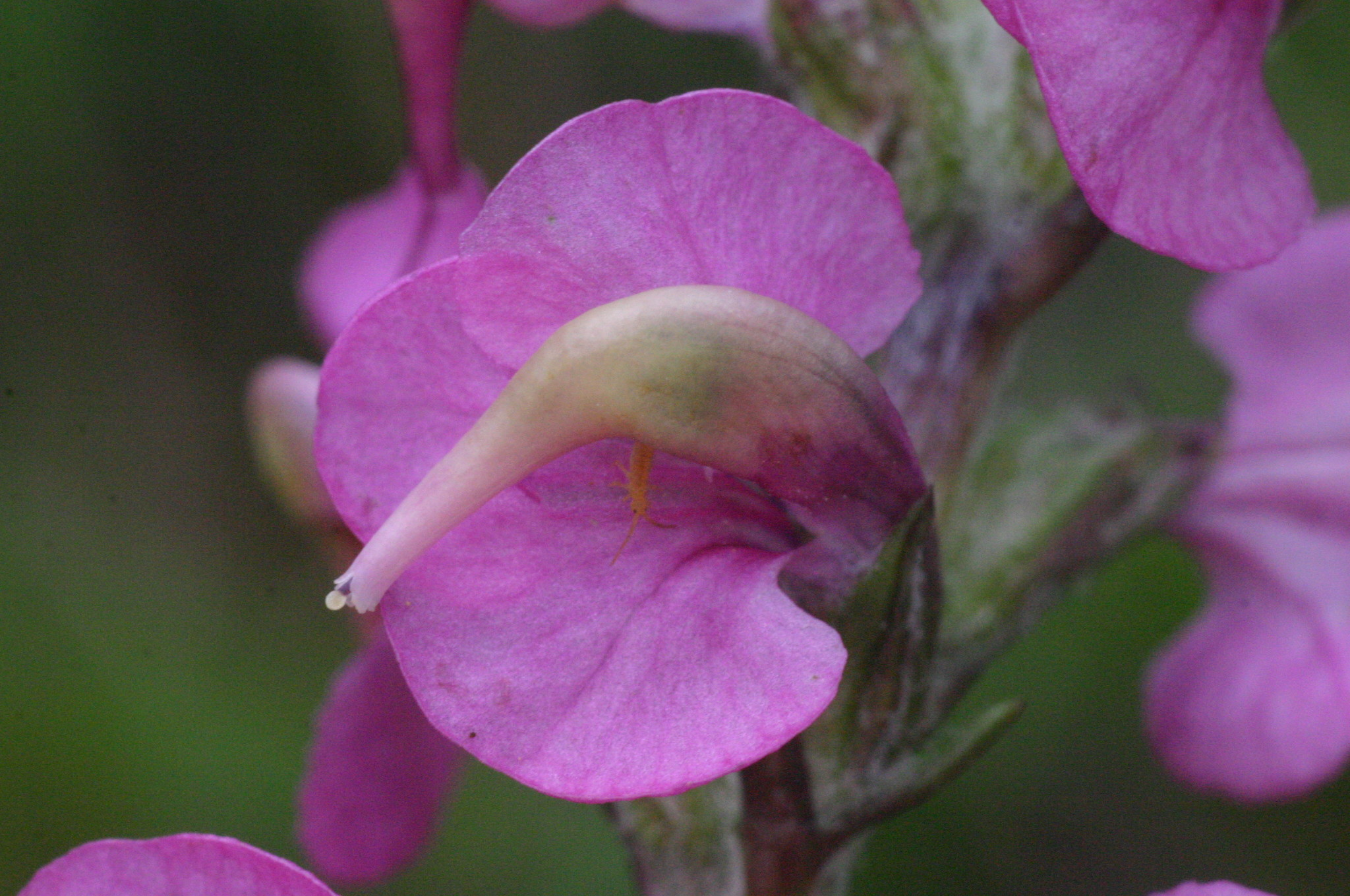
Il fiore

I fiori sono ermafroditi, zigomorfi (del tipo bilabiato), tetrameri, ossia con quattro verticilli (calice – corolla - androceo – gineceo) e pentameri (la corolla e il calice sono a 5 parti). Lunghezza del fiore: 11 – 16 mm.
- Formula fiorale: per questa pianta viene indicata la seguente formula fiorale:

X, K (5), [C (2+3), A 2+2], G (2), (supero), capsula
- Calice:il calice è gamosepalo con cinque denti più o meno diseguali lunghi la metà della parte tubulosa (la base del calice è un tubo campanulato); la superficie è glabra. Lunghezza del calice: 6 – 8 mm.
- Corolla: la corolla, a forma più o meno cilindrica, è gamopetala bilabiata a fauci aperte. Il tubo della corolla supera appena il calice. Delle due labbra, quello superiore è falcato e termina in un becco allungato; quello inferiore è formato da tre lobi generalmente glabri. Il colore della corolla è roseo lungo il tubo e rosso-purpureo scuro nel labbro superiore. Lunghezza della corolla: 11 – 13 mm.
- Androceo: l'androceo possiede quattro stami didinami (due grandi e due piccoli - quelli inferiori hanno i filamenti allungati). I filamenti sono inseriti più o meno alla base della corolla e quelli degli stami anteriori sono glabri o scarsamente pubescenti. Le antere, dissimulate sotto il cappuccio del labbro superiore sono strettamente unite da una fitta peluria. La maturazione del polline è contemporanea allo stigma.[13]
- Gineceo: l'ovario è supero formato da due carpelli (sincarpellare) ed è biloculare. Lo stilo inserito all'apice dell'ovario è del tipo filiforme; lo stigma è semplice ed è protruso brevemente oltre il cappuccio della corolla in modo da evitare l'auto-impollinazione.[13]
- Fioritura: da luglio a agosto.

### Frutti
Il frutto è una capsula loculicida bivalve a forma ovoide (a maturità è lunga il doppio del calice). I semi sono pochi a forma angolosa.

## Riproduzione
- Impollinazione: l'impollinazione avviene tramite insetti (impollinazione entomogama).
- Riproduzione: la fecondazione avviene fondamentalmente tramite l'impollinazione dei fiori (vedi sopra).
- Dispersione: i semi cadendo a terra sono dispersi soprattutto da insetti tipo formiche (disseminazione mirmecoria).

## Tassonomia
La famiglia di appartenenza della specie (Orobanchaceae) comprende soprattutto piante erbacee perenni e annuali semiparassite (ossia contengono ancora clorofilla a parte qualche genere completamente parassita) con uno o più austori connessi alle radici ospiti. È una famiglia abbastanza numerosa con circa 60 - 90 generi e oltre 1700 - 2000 specie (il numero dei generi e delle specie dipende dai vari metodi di classificazione) distribuiti in tutti i continenti. Il genere Pedicularis comprende 400-500 specie (il genere più numeroso della famiglia con distribuzione quasi cosmopolita - manca in Africa e Australia) delle quali 23 sono presenti nella flora spontanea italiana.

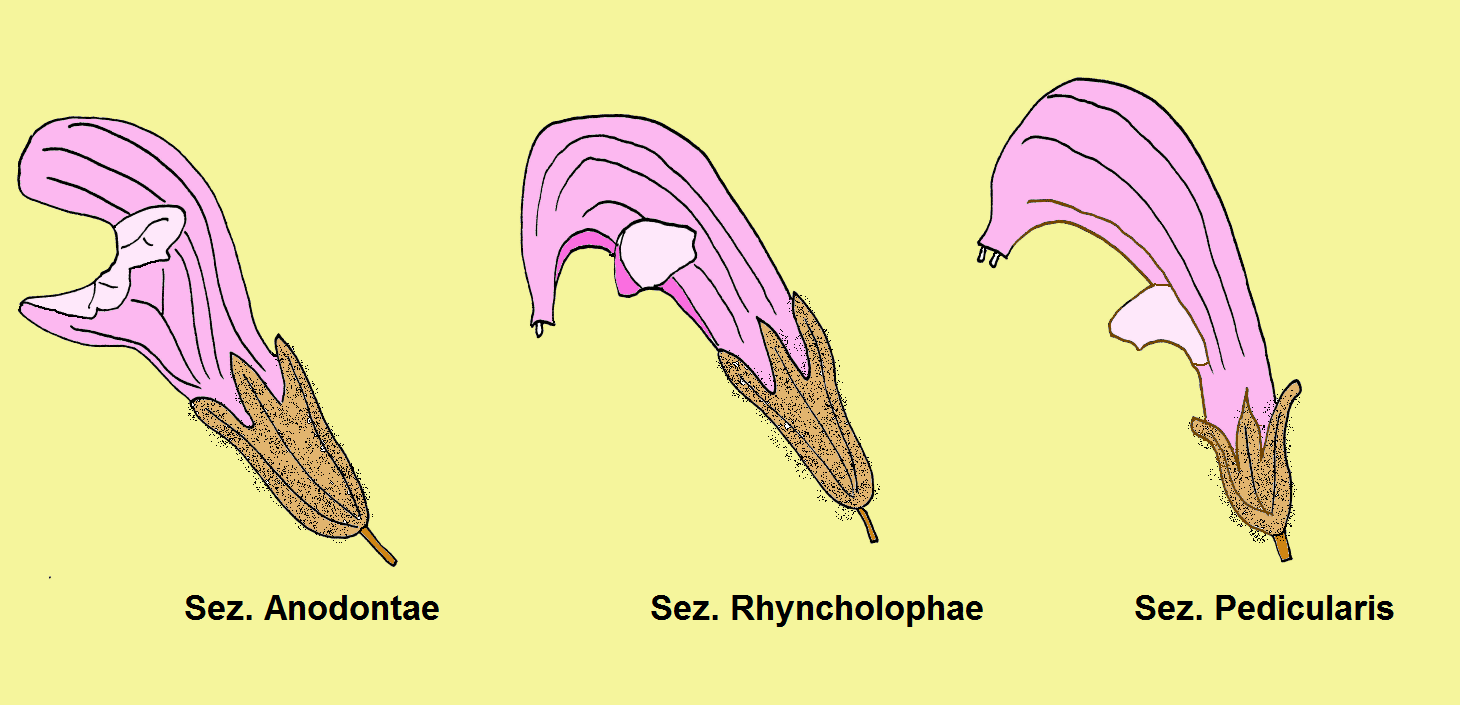
Le tre sezioni del genere

La classificazione del genere è difficile in quanto la forma del fiore è molto simile tra specie e specie; inoltre il colore della corolla nel secco è indistinguibile. Pignatti nella "Flora d'Italia" divide le specie spontanee della flora italiana in tre gruppi in base alla forma del labbro superiore (vedi il disegno):
- Sez. Anodontae: l'apice del labbro superiore della corolla è arrotondato (né rostrato e né dentato).
- Sez. Rhyncholophae: il labbro superiore della corolla è più o meno falcato e termina in un becco allungato.
- Sez. Pedicularis: il labbro superiore della corolla è provvisto di due dentini sotto la parte falcata.

La specie P. rostratospicata appartiene alla sez. Rhyncholophae.

### Filogenesi
Secondo una recente ricerca di tipo filogenetico la famiglia Orobanchaceae è composta da 6 cladi principali nidificati uno all'interno dell'altro. Il genere Pedicularis si trova nel quarto clade (relativo alla tribù Pedicularideae). All'interno della tribù il genere è in posizione "gruppo fratello" al resto dei generi della tribù.

### Variabilità
Per questa specie sono riconosciute due sottospecie: – Distribuzione alpina

#### Sottospecierostratospicata

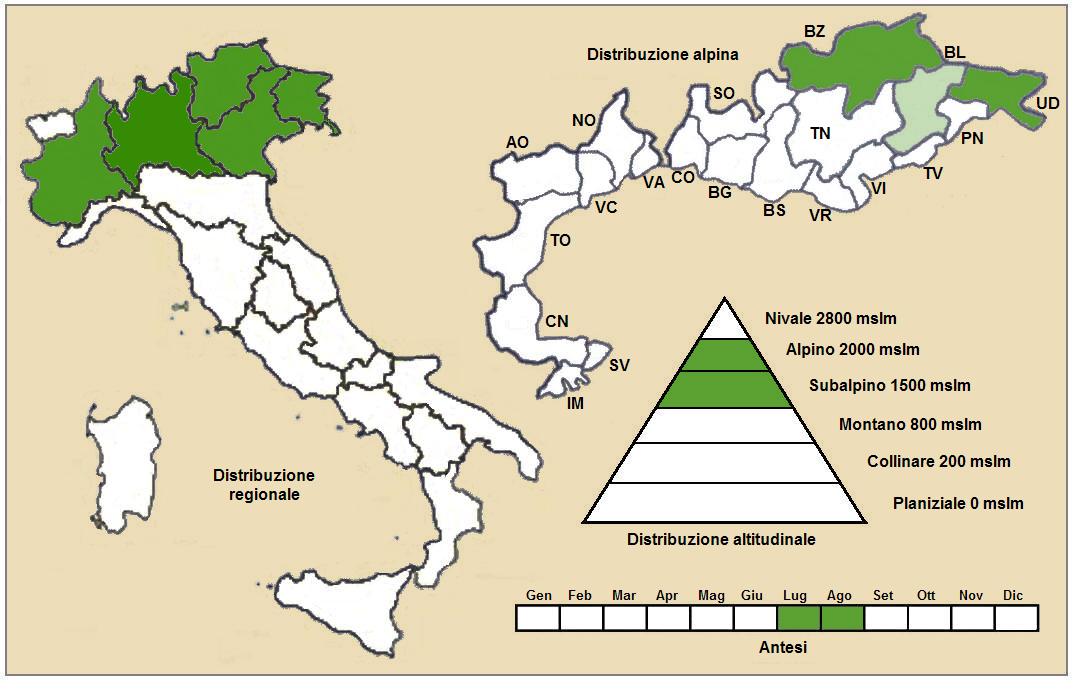
Distribuzione della sottospecie rostratospicata
(Distribuzione regionale – Distribuzione alpina)

- Nome scientifico: ''P. rostratospicata subsp. rostratospicata
- Descrizione: la pianta ha un portamento gracile con una infiorescenza allungata alla fruttificazione; le brattee e il calice si presentano con una pelosità ragnatelosa; inoltre i denti del calice sono interi sul bordo.
- Geoelemento: il tipo corologico (area di origine) è Orofita - Sud Europeo.
- Distribuzione: in Italia è una pianta molto rara e si trova dalla Carnia al Cadore (e Appennino Centrale). Fuori dall'Italia, sempre nelle Alpi, questa specie si trova in Austria e Slovenia. Sugli altri rilievi europei collegati alle Alpi si trova nei Carpazi.[18]
- Habitat: l'habitat tipico per questa pianta sono i pascoli alpini e subalpini. Il substrato preferito è calcareo ma anche calcareo/siliceo con pH basico, medi valori nutrizionali del terreno che deve essere mediamente umido.[18]
- Distribuzione altitudinale: sui rilievi queste piante si possono trovare da 1800 fino a 2500 m s.l.m.; frequentano quindi i seguenti piani vegetazionali: subalpino e alpino.
- Fitosociologia: dal punto di vista fitosociologico questa sottospecie appartiene alla seguente comunità vegetale:[18]

Formazione : Comunità delle praterie rase dei piani subalpino e alpino con dominanza di emicriptofite
Classe : Elyno – Seslerietea variae
Ordine : Seslerietea variae
Alleanza : Caricion ferrugineae

#### Sottospeciehelvetica

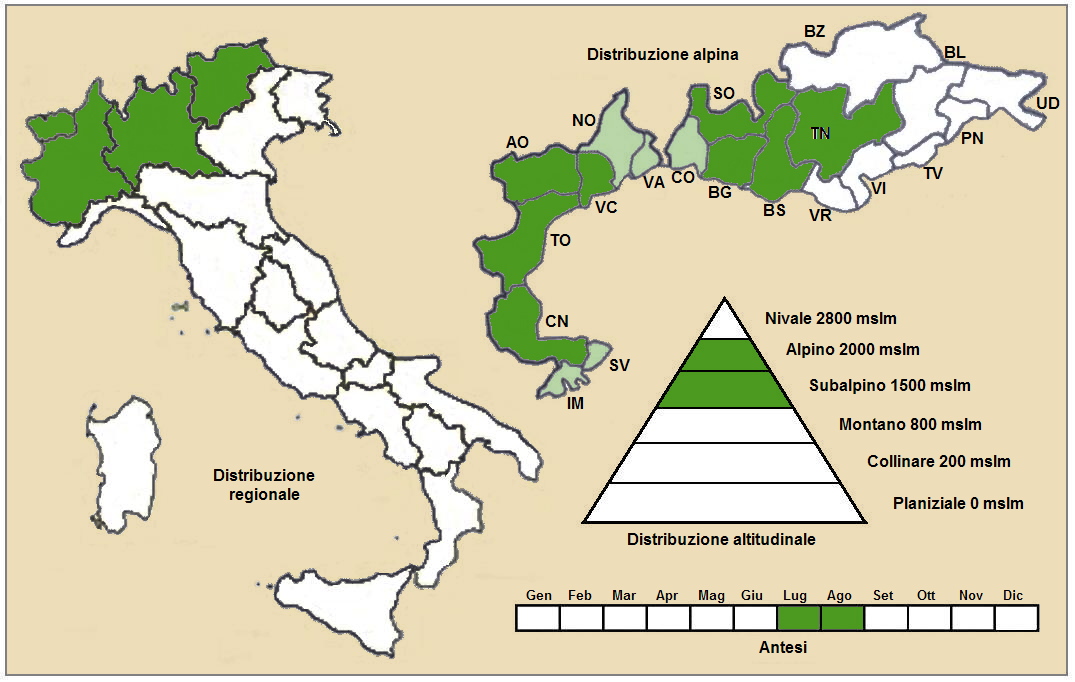
Distribuzione della sottospecie helvetica
(Distribuzione regionale – Distribuzione alpina)

- Nome scientifico: ''P. rostratospicata subsp. helvetica (Steingr.) O. Schwarz, 1949[20]
- Basionimo: per questa sottospecie il basionimo è Pedicularis incarnata var. helvetica Steininger, 1886
- Descrizione: la pianta ha un portamento robusto con una infiorescenza densa e più o meno allungata; le brattee e il calice si presentano con una pelosità villosa; inoltre i denti del calice dei fiori inferiori sono distintamente visibili.
- Geoelemento: il tipo corologico (area di origine) è Ovest Alpico.
- Distribuzione: in Italia è una pianta rara e si trova nelle Alpi occidentali. Fuori dall'Italia, sempre nelle Alpi, questa specie si trova in Francia (tutti i dipartimenti alpini), in Svizzera (cantoni Vallese e Grigioni) e in Austria (Länder del Tirolo Settentrionale).[18]
- Habitat: l'habitat tipico per questa pianta sono i pascoli alpini e subalpini.  Il substrato preferito è calcareo ma anche calcareo/siliceo con pH basico, medi valori nutrizionali del terreno che deve essere mediamente umido.[18]
- Distribuzione altitudinale: sui rilievi queste piante si possono trovare da 1800 fino a 2500 m s.l.m.; frequentano quindi i seguenti piani vegetazionali: subalpino e alpino.
- Fitosociologia: dal punto di vista fitosociologico questa sottospecie appartiene alla seguente comunità vegetale:[18]

Formazione : Comunità delle praterie rase dei piani subalpino e alpino con dominanza di emicriptofite
Classe : Elyno – Seslerietea variae
Ordine : Seslerietea variae
Alleanza : Caricion ferrugineae

### Sinonimi
Questa entità ha avuto nel tempo diverse nomenclature. L'elenco seguente indica alcuni tra i sinonimi più frequenti:
- Pedicularis incarnata var. helvetica Steininger

## Altre notizie
La pedicolare a spiga breve in altre lingue è chiamata nei seguenti modi:
- (DE)  Ähren-Läusekraut
- (FR)  Pédiculaire à bec et en èpi